# Кунохе (Івате)

40°12′41″ пн. ш. 141°25′8″ сх. д. / 40.21139° пн. ш. 141.41889° сх. д.
Кунохе́ (яп. 九戸村, くのへむら, МФА: [kunohe muɾa]) — село в Японії, в повіті Кунохе префектури Івате. Станом на 1 жовтня 2007 площа містечка становила 134,05 км². Станом на 1 вересня 2008 населення містечка становило 6655 осіб.